# Marcus Reno

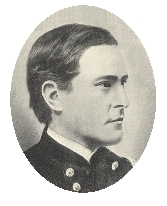
Marcus Reno

Marcus Albert Reno, född den 15 november 1834 i Carrollton, Illinois, död den 30 mars 1889 i Washington, D.C., var en amerikansk arméofficer som deltog i det amerikanska inbördeskriget och i indiankrigen. Han stred i slaget vid Little Bighorn 1876; hans beslut och handlingar under slaget var kontroversiella och kom att ifrågasättas, både av hans samtid och av eftervärlden. 

## Militär karriär
Reno utexaminerades från den amerikanska krigsskolan West Point 1857 och tjänstgjorde sedan i Oregon och Washington. Under det amerikanska inbördeskriget var han kapten vid ett reguljärt kavalleriregemente och deltog i slagen vid Antietam 1862, Kelly's Ford (där han sårades) och Gettysburg 1863, Cold Harbor, Trevilian Station, och Cedar Creek 1864. År 1865 konstituerades han till överste och chef för ett frivilligt kavalleriregemente från Pennsylvania. Reno förblev kapten på aktiv stat under hela inbördeskriget, men för sina insatser under kriget utnämndes han till överste "i armén" och tilldelades brigadgenerals "namn, heder och värdighet". När armén reorganiserades efter inbördeskriget blev han major på aktiv stat vid Sjunde kavalleriregementet.

## Efterspelet till Little Bighorn
Efter slaget vid Little Bighorn blev Reno kommendant över Fort Abercrombie, North Dakota. Där blev han anklagad för att ha gjort otillbörliga närmanden till en officerskamrats fru. En krigsrätt rekommenderade att Reno skulle avsättas, men president Rutherford B. Hayes förvandlade straffet till förlust av grad och lön under två år. Rykten och anklagelser om feghet och dryckenskap under slaget vid Little Bighorn gjorde att Reno krävde och fick en undersökningsdomstol sammankallad, en som skulle granska hans uppförande under slaget. Undersökningsdomstolen, som sammanträdde i Chicago 1879, hörde vittnen från slaget och fann inget att anmärka mot Renos uppförande. 1880 ställdes Reno åter inför krigsrätt, denna gång på grund av dryckenskap anklagad för ett uppförande ovärdigt en officer. Under rättegången fick han stöd av sina chefer, men blev ändå fälld och dömd till avsättning. Han fick sedan anställning som tjänsteman vid den militära pensionsbyrån och levde under små omständigheter. Hans första fru var död och han gifte om sig, men hustrun övergav honom efter några månader.

## Eftermäle
Reno fick cancer i tungan och dog vid 54 års ålder i sviterna efter en operation. Efter hans död fortsatte kontroverserna om hans roll i slaget vid Little Bighorn. Ännu femtio år efter slaget, anklagade Custers änka Elizabeth Bacon Custer Reno för att ha varit "regementets ende fegling". På begäran av en ättling till Reno tillsatte den amerikanska armén 1967 en undersökningskommission som granskade 1880 års krigsrätt och fann dess utslag felaktigt; Renos avsättning ändrades retroaktivt till "hedersamt avsked". Renos kvarlevor flyttades samma år från Washington till soldatkyrkogården på Little Bighorn Battlefield nationalmonument.